# Team FixIT.no/Saison 2014
Dieser Artikel listet Erfolge und Fahrer des Radsportteams FixIT.no in der Saison 2014 auf.

## Mannschaft
| Name                      | Geburtstag         | Nationalität | Team 2013             |
| ------------------------- | ------------------ | ------------ | --------------------- |
| Ole André Austevoll       | 15. April 1994     | Norwegen     | Neoprofi              |
| Filip Eidshiem            | 16. Februar 1990   | Norwegen     | Team Øster Hus-Ridley |
| Adrian Gjølberg           | 23. Februar 1989   | Norwegen     | Joker Merida          |
| Marius Hafsås             | 19. März 1991      | Norwegen     | Ringeriks-Kraft Look  |
| Sindre Eid Hermansen      | 17. September 1993 | Norwegen     | Ringeriks-Kraft Look  |
| Jan Jensen                | 9. Februar 1994    | Norwegen     | Neoprofi              |
| Krisztián Lovassy         | 23. Juni 1988      | Ungarn       | Utensilnord Ora24.eu  |
| Even Rege                 | 24. April 1994     | Norwegen     | Neoprofi              |
| Stian Remme               | 4. Juni 1982       | Norwegen     | Joker Merida          |
| Sondre Gjerdevik Sørtveit | 15. August 1988    | Norwegen     | Joker Merida          |
| Torstein Stokkenes        | 18. September 1993 | Norwegen     | Neoprofi              |